# Тортумское ущелье
Тортумское ущелье (груз. თორთუმის (თორთომის) ხეობა; тур. Tortum vadisi) — ущелье, расположенное в южной части исторического региона Тао, ныне находящееся на территории провинции Эрзурум в Турции. Через него протекает река Тортум, приток реки Олту, и оно охватывает районы Тортум и Узундере. В центре ущелья находятся руины Тортумской крепости, расположенные недалеко от современной деревни Тортумкале.

## География
Верхняя часть ущелья соответствует кантону «Окале», а нижняя — «Азордац-пор», упомянутым в «Ашхарацуйц», географическом трактате VII века, описывающем подразделения Тао. В отличие от большинства грузинских источников, географ XVIII века Вахушти Багратиони считал Тортумское ущелье отдельным регионом, не связанным с Тао.
Главной природной особенностью ущелья является река Тортум, которая впадает в озеро Тортум, образуя впечатляющие водопады на выходе из озера. Слияние рек Тортум, Олту и Чорох создает пересеченный рельеф с крутыми склонами, окруженными высокими горами. Ближе к Эрзуруму ущелье проходит через крутые перевалы, такие как «Гюрджю-Богазы» («Грузинский перевал»).

## История
Согласно грузинской историографии, в районе крепости Тортум предположительно находился древний город Шашилу (Сасилу, Сасире), столица Диаухи. Историк Георгий Кавтарадзе связал название деревни Сагир (тур. Esendurak), ранее известной как «Сасире», с Шашилу.
В IV веке до н. э. Ксенофонт в «Анабазисе» упоминает местные племена (халибы, таохи, фазианы). По Роберту Эдвардсу, таохи жили в долинах Олту, Нарман и Тортум.
В период формирования Иберийского царства (IV–III вв. до н. э.) Тортумское ущелье вместе с Тао было его частью. Со II века до н. э. регион вошел в состав Армянского царства. С IV по VII век им управляла армянская династия Мамиконянов, что усилило армянское культурное влияние, хотя большинство населения оставалось грузинским. К VI веку оказалось под влиянием Византии. Тортумское ущелье вместе с Тао оставался центром халкидонитства, что указывает на возможную юрисдикцию Грузинской церкви, по крайней мере, с конца VI — начала VII века. Ущелье находилось под юрисдикцией Ишханской епархии.
В VIII веке здесь утвердилась династия Багратидов, а в IX веке Ашот I Великий восстановил разрушенный регион и основал княжество Тао-Кларджети. В X веке в Тортум процветали монастыри Ошки и Хахули, которые стали важными центрами грузинской культуры при правлении Давида III Куропалата. 
После смерти Давида III Куропалата его владения перешли под контроль византийского императора Василия II и были включены в состав фемы Иберия после конфликтов с Грузией. В XI веке крепость Тортум находилась под властью Византии, где размещался гарнизон. Императоры Василий II и Константин VIII способствовали развитию региона, о чём свидетельствуют эпиграфические памятники из Ошки. К 1070-м годам Тортум вошёл в состав Грузинского царства благодаря деятельности царя Георгия II.
В XIII веке Така Панаскертили, эристав (герцог) Тао, одержал значительную победу над силами Азат-Мусы. Его потомки позже сопротивлялись нашествию Тимура в 1401 году из крепости Тортум. Позже регион вошел в состав княжества Самцхе.
Испанский дипломат Руй Гонсалес де Клавихо проехал через Тортум в 1405 году по пути в Испир. В 1466 году вождь Ак-Коюнлу, Узун Хасан, начал военную кампанию против Грузии, провозгласив священную войну (газават). В процессе этой кампании он вторгся в Тао и были захвачены крепость Самагар и замки в окрестностях Тортума.
К 1578 году османский бейлербей Эрзурума Лала Мустафа-паша одержал победу в битве при Чылдыре, взяв под контроль Тортум, Ардануч и Чылдыр. В XVI веке Тортум стал административным центром «liva» (района) в османском вилайете Гурджистан. В XVII веке он был включен в состав Эрзурумского эялета.
Османский путешественник XVII века Эвлия Челеби описал регион и его разрушенную «крепость Акчакале». Вахушти Багратиони также упоминал жителей, заявляя: «Люди похожи на месхетинцев, но теперь все мусульмане, говорящие как на грузинском, так и на турецком языках».
В XIX веке французский художник Теофиль Дейроль посетил Тортум, создав иллюстрации его крепостей. Во время Первой мировой войны русская армия продвинулась через Тортум в 1915 году, добившись ограниченных успехов. К 1916 году М. Филлипс Прайс зафиксировал преимущественно турецко-мусульманское население, с грузинскими семьями, подвергшимися тюркизации, и армянскими деревнями, уничтоженными или разрушенными.
В 1917 году грузинский ученый Эквтиме Такаишвили провел археологические и архитектурные исследования региона.

## Список деревень
В район Тортум входит 52 деревни.
| Название на турецком языке | Название на грузинском языке | Население |
| -------------------------- | ---------------------------- | --------- |
| тур. Akbaba                | груз. შიფექი                 | 217       |
| тур. Aksu                  | груз. ახბისორი               | 358       |
| тур. Aktaş                 | груз. ფეთხარი                | 98        |
| тур. Alapınar              | груз. ფოჩენისი               | 150       |
| тур. Arılı                 | груз. მიღრეკონი              | 155       |
| тур. Aşağıkatıklı          | груз. ქვემო ოდიქი            | 2,045     |
| тур. Bağbaşı               | груз. ხახული                 | 5,900     |
| тур. Ballı                 | груз. მეღუსი                 | 52        |
| тур. Cihanlı               | груз. მასქორი                | 559       |
| тур. Çakıllı               | груз. ვართშენი               | 47        |
| тур. Çamlıca               | груз. ქვემო ლისკავი          | 200       |
| тур. Çardaklı              | груз. ჩიღნაჩური              | 89        |
| тур. Çataldere             | груз. ქორქედი                | 52        |
| тур. Çaylıca               | груз. გორმერი                | 242       |
| тур. Çiftlikköy            | груз. ჩიფთლიქი               | 145       |
| тур. Çivilikaya            | груз. ჩივილიქაია             | 92        |
| тур. Demirciler            | груз. ექრექი                 | 419       |
| тур. Derekapı              | груз. ქარცხისკარი            | 399       |
| тур. Derinpınar            | груз. ახფირიქი               | 454       |
| тур. Dikmen                | груз. სურბეჰანი              | 678       |
| тур. Doruklu               | груз. სოხთოროთი              | 87        |
| тур. Esendurak             | груз. საღირი                 | 216       |
| тур. Gökdere               | груз. გოქდერე                | 251       |
| тур. Hamidiye              | груз. ჰამიდიე                | 76        |
| тур. İncedere              | груз. ფიშინგოსი              | 383       |
| тур. Kaleboynu             | груз. ჩაღირნისი              | 290       |
| тур. Kapıkaya              | груз. ქეღიქი                 | 138       |
| тур. Karlı                 | груз. ნორაშენი               | 165       |
| тур. Kazandere             | груз. ზნაური                 | 423       |
| тур. Kemerkaya             | груз. რაბათი                 | 52        |
| тур. Kırmalı               | груз. დანკარი                | 93        |
| тур. Kireçli               | груз. აღასარი                | 227       |
| тур. Meydanlar             | груз. ხაშუთი                 | 207       |
| тур. Pehlivanlı            | груз. ვიხიქი                 | 1,219     |
| тур. Peynirli              | груз. კოვანისი               | 191       |
| тур. Serdarlı              | груз. ზემო ოდიქი             | 2,328     |
| тур. Suyatağı              | груз. აბრნისი                | 360       |
| тур. Şenyurt               | груз. ქარცხა                 | 1,234     |
| тур. Taşbaşı               | груз. კაზარენისი             | 115       |
| тур. Taşoluk               | груз. ქვემო ხენძორეთი        | 112       |
| тур. Tatlısu               | груз. მეღიჩური               | 20        |
| тур. Tipili                | груз. ვახტანგისი             | 227       |
| тур. Tortumkale            | груз. ნიხაკი                 | 820       |
| тур. Uzunkavak             | груз. ვერინქეღი              | 548       |
| тур. Vişneli               | груз. ექექი                  | 307       |
| тур. Yağcılar              | груз. კარნაკოსი              | 198       |
| тур. Yamankaya             | груз. ზემო ხენძორეთი         | 192       |
| тур. Yazyurdu              | груз. ახჩირიქი               | 64        |
| тур. Yellitepe             | груз. კირზიკი                | 95        |
| тур. Yukarısivri           | груз. ზემო ლისკავი           | 656       |
| тур. Yumaklı               | груз. ბარი                   | 308       |
| тур. Ziyaret               | груз. ხოსბერიკი              | 264       |

До 1987 года деревни района Узундере входили в состав ильче (района) Тортум. В 1987 году был создан район Узундере (ильче) в провинции Эрзурум, административным центром которого стал город Узундере, ранее известный как Азорт. В состав района в настоящее время входит 10 деревень.
| Название на турецком языке | Название на грузинском языке | Население |
| -------------------------- | ---------------------------- | --------- |
| тур. Altınçanak            | груз. ისი                    | 258       |
| тур. Balıklı               | груз. ზიხექი                 | 503       |
| тур. Cevizli               | груз. ხატხა                  | 1,028     |
| тур. Çağlayan              | груз. თევი                   | 467       |
| тур. Çamlıyamaç            | груз. ოშკი                   | 440       |
| тур. Dikyar                | груз. უნგუზექი               | 846       |
| тур. Gölbaşı               | груз. ქვემო ოშკი             | 440       |
| тур. Kirazlı               | груз. ოთხა                   | 1,052     |
| тур. Sapaca                | груз. ოშკისორი               | 314       |
| тур. Ulubağ                | груз. ხარსი                  | 1,180     |

## Достопримечательности
Ущелье включает несколько значимых исторических и архитектурных памятников, включая:
- Тортумская крепость[17]
- Крепость Акчакале[17]
- Крепость Эрсескале[17]
- Церковь Экеки (грузинская церковь)[17]
- Хахульский монастырь[17]
- Кафедральный собор Ошки